# Мусгум
Мусгум являются чадской этнической группой в Камеруне и Чаде . Они говорят на мусгу, чадском языке.
По данным на 1982 год на языке мусгу говорили 61 500 человек в Камеруне, в 1993 году — 24 408 человек в Чаде. Мусгум называют себя Малви.

## Распределение

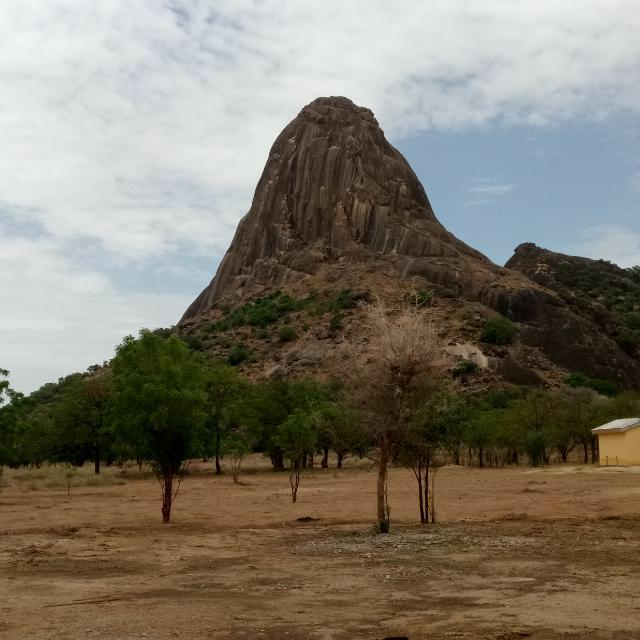
Пик Миндиф, Крайний Север

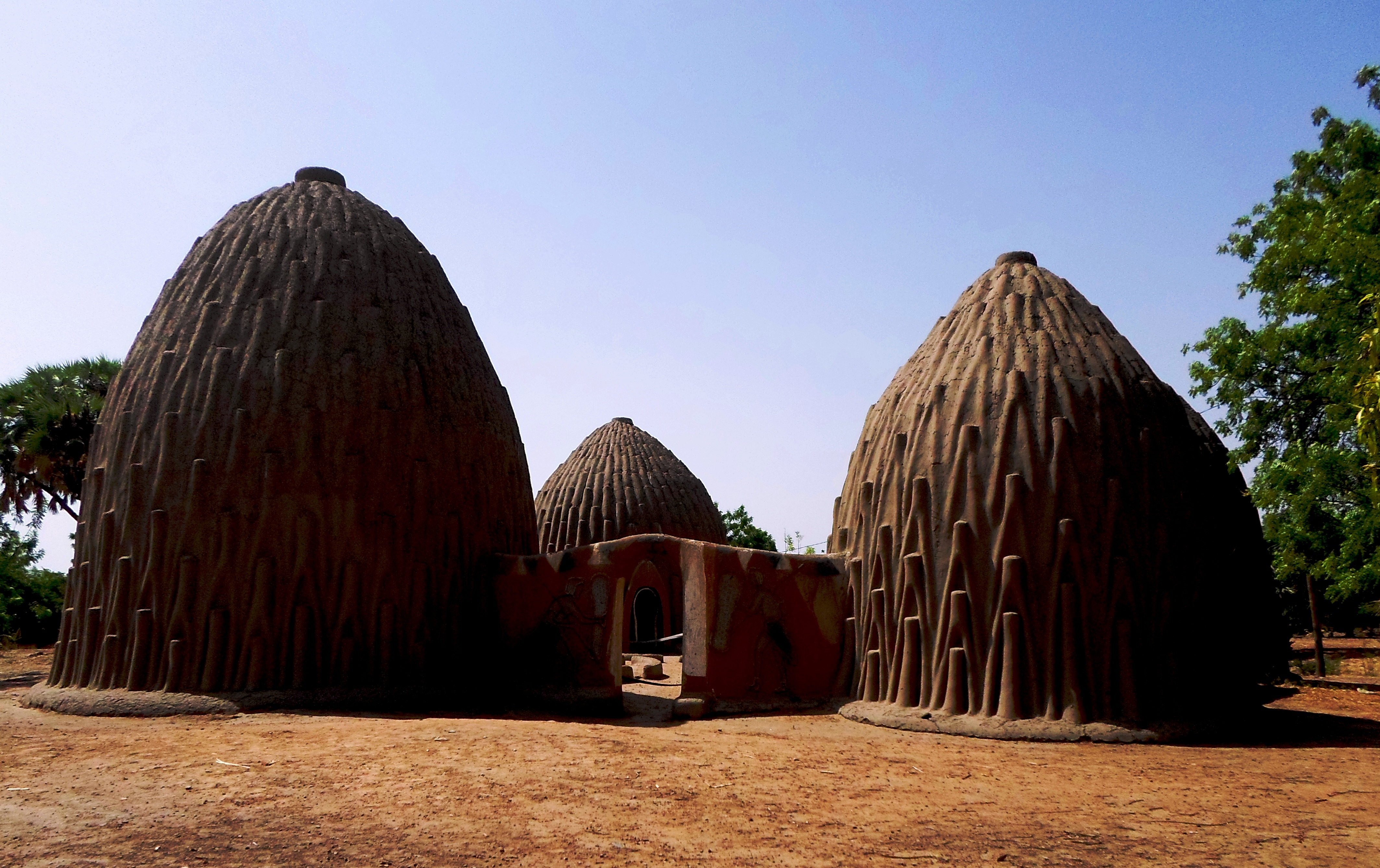
Традиционные хижины народа мусгум

В Камеруне мусгумы живут в подразделении Мага, подразделении Кай-Кай, округе Майо-Данай, провинции Крайний Север . В Чаде они живут в субпрефектуре Бонгор, Геленгданг, префектуре Катоа Майо-Кебби, Ваданг и в субпрефектуре Нджамена, в таких районах, как Нгуэли, Суккабир и др. Также в префектуре Шари-Багирми, территории лежащей между реками Шари и Логоне .
Все большее число мусгумов в Камеруне селится дальше на север, в направлении Куссери .
Национальный парк «Ваза» в Камеруне, основан на территории Мусгум. Это имя происходит от мусгумского слова «Ваза», что означает «мой дом или моя родина».
Племя котоко и мусгум являются потомками людей, которые были первопроходцами вокруг озера Чад.
В Нигерии они живут в основном в штате Борно на восточном севере Нигерии, особенно в таких районах, как Бама, Банки, Гамбару, соседние деревни Дарак, Блангуа со своими соседями Канури, с которыми они образовали империю Борно. У них общая история с тех пор, как они составляли султанат Багирми .

## История

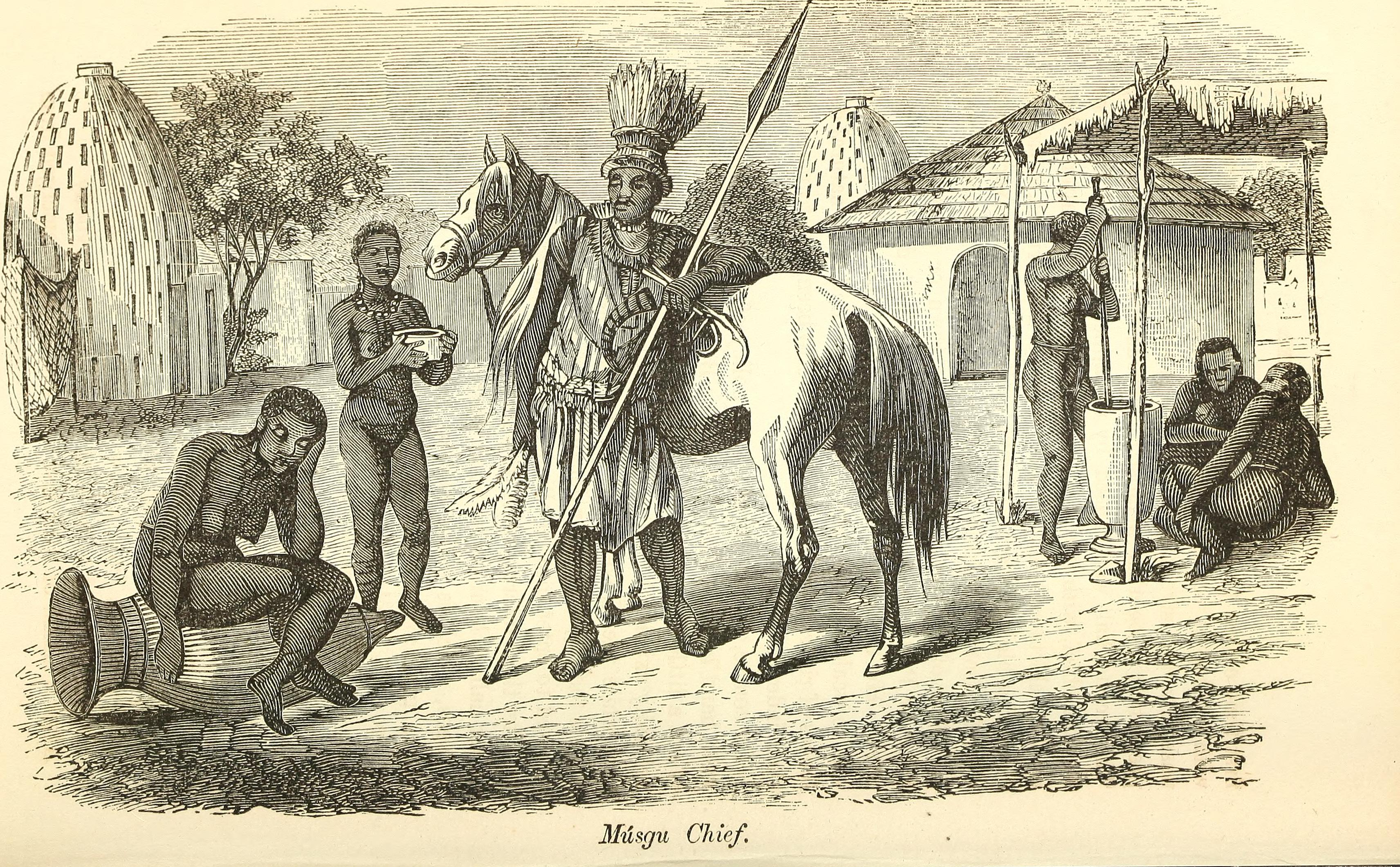
Вождь Мусгум, ок. 1851 г.

Мусгумы имеют афро-азиатское происхождение, вытеснив палео-суданцев на нынешней территории вместе с другими новосуданскими группами.
С XVII по XIX века между мусгумами и войсками царства Багирми происходили частые сражения.
В XIX веке восточные мусгумы начали отдавать дань уважения Багирми, в то время как западные мусгумы столкнулись с военным давлением со стороны фульбе под руководством лидера махдистов шейха Хаяту ибн Саида. Некоторые из вождей мусгумов, такие как Зигла, Аверсинг и др., вышли со своими войсками, чтобы изгнать фульбе и вернуть себе их территории. Состоялось сражение в деревне Бого дивизии Диамаре (название происходит от слова Musgum, означающего «шум», и относится к месту битвы). Последовала победа войск мусгумов и потеря территории отрядами фульбе. Это заставило их бежать из Бого в Адамава. Добившись успеха в регионе Нор и Адамава, некоторые из людей фульбе вернулись в Бого, где они усыновляли и смешались с местными мусгумами. Это процесс, при котором мужчина фульбе сознательно решает отдать свою дочь богатому мужчине-мусгуму или человеку, известному в своей общине как глава деревни. Их целью было унаследовать по кровному родству богатство и право на принятия места вождя. Например, королевство Бого, которое было королевством мусгумов, смешанным с фульбе по брачному договору. Будь то в Камеруне или в Чаде, территориями мусгумов управляет местный вождь мусгумов, а не посторонний. Например, Султанат Пусс, Ламидат Гирвидиг, Султанат Зина и Ламидат Бого. Люди Мусгум также известны как инициаторы «Лаба» или Лабана, традиционного обряда боя
В современном мире молодое поколение народности предпочитают заниматься военной деятельностью.

## Культура
Рыбалка является важным занятием для мусгумов в сухой и дождливый сезон, когда река Логон разливается. Это привело к этнической напряженности с их соперничающими рыбаками из этнической группы котоко (которые также принадлежат к чадской ветви афро-азиатского племени)..
Многие представители народности также занимаются сельским хозяйством, где основными культурами являются орехи и хлопок, которые продаются для коммерческого использования.
Вероисповедение
Большинство мусгум исповедуют ислам. Однако многие традиционные верования и практики по-прежнему остаются очень влиятельными.

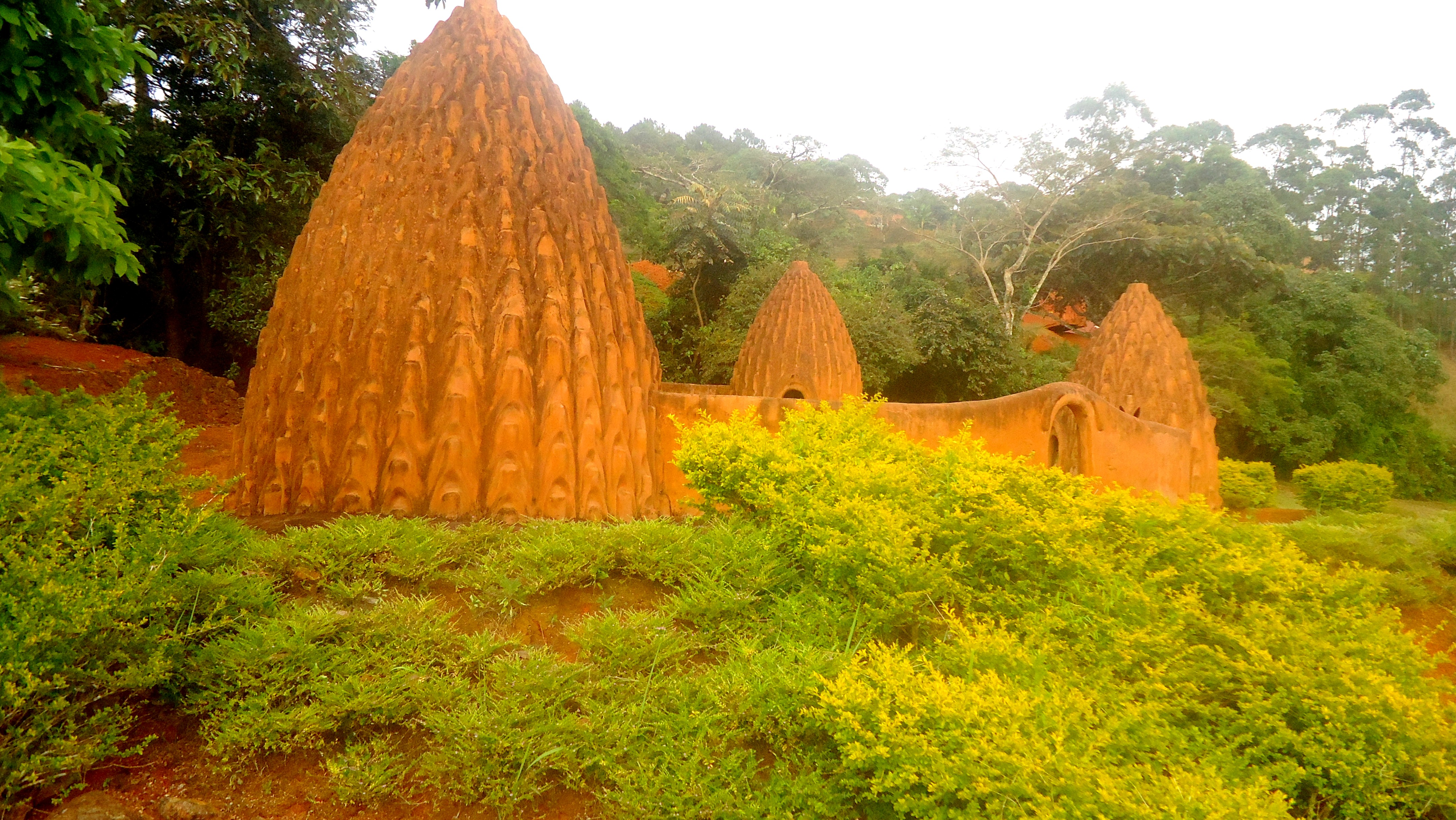
Мусгум Хат

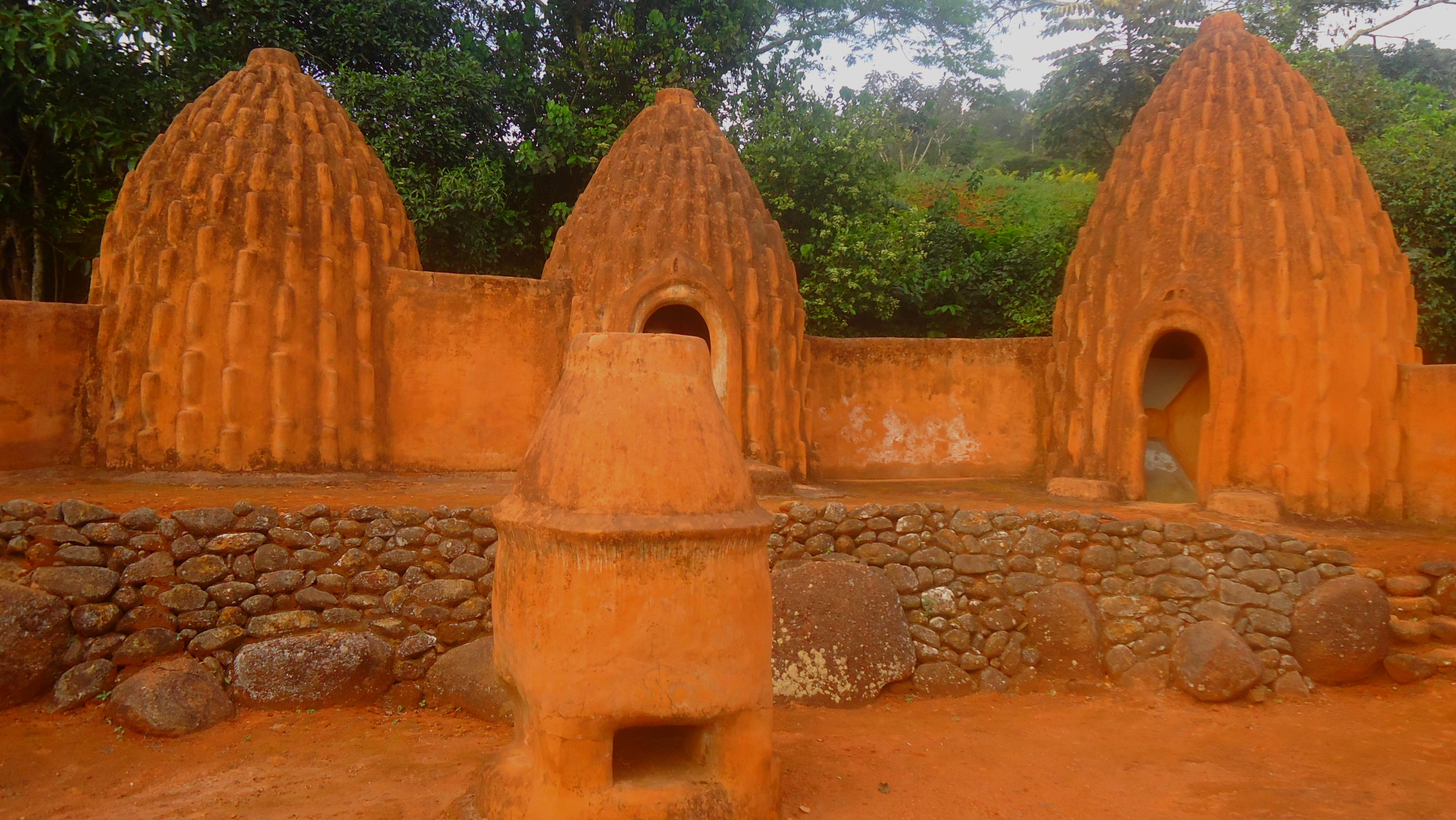
Деревня Мусгум